# Tibetan Refugee Self Help Center

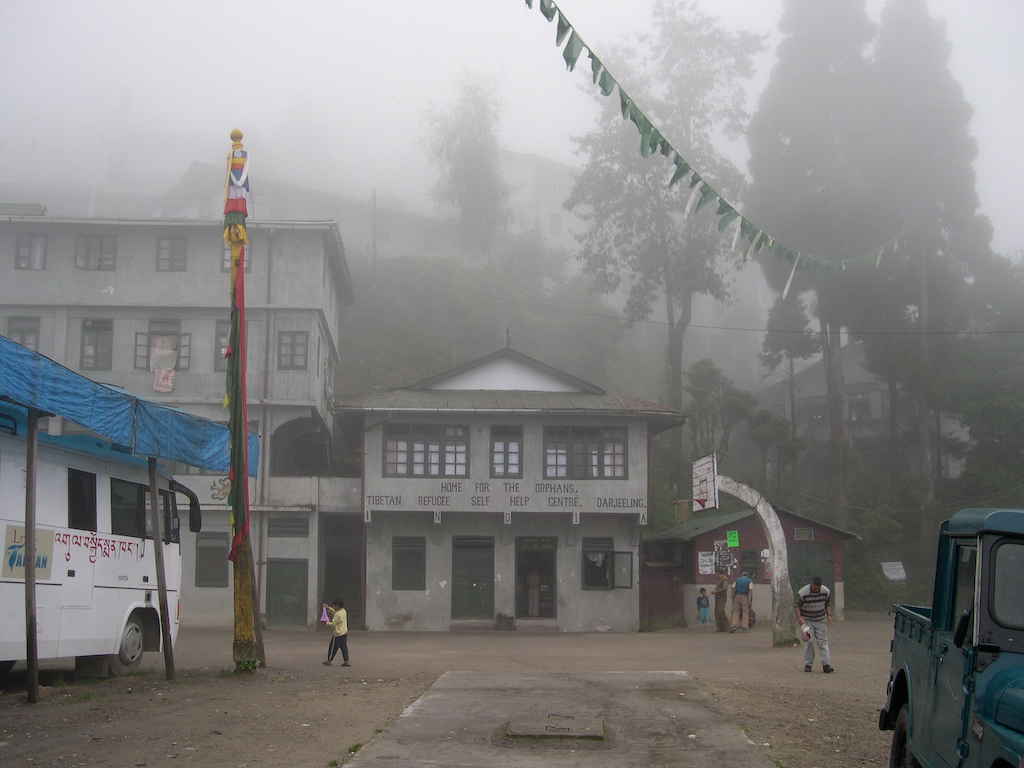
Tibetan Refugee Self Help Centre

Le Tibetan Refugee Self Help Center est un ancien camp de réfugiés tibétains situé en Inde, à 6 km à l'est de Darjeeling. 
Il a été créé le 1er octobre 1959 pour aider la réinsertion des réfugiés ayant fui le Tibet avec le dalaï-lama.  
Ce centre produit et commercialise de nombreux articles de l’artisanat tibétain. Il fonctionne en autogestion, en échange du gîte et du couvert, les réfugiés tibétains confectionnent tissus, tapis, sculptures sur bois, bijoux, broderies et peintures sur tissu.
En juin 1960, le centre a inauguré une école maternelle. 
Depuis 1986, Khedroob Thondup est directeur du centre.